# Чорна металургія Грузії
Чорна металургія Грузії — одна з галузей обробної промисловості Грузії.

## Історія
Металургія заліза на території Грузії почала зароджуватись з кінця II-го тис. до н. е., вона набула широкого розповсюдження у 9 — 7 ст. до н. е. У I тис. до РХ розвиваються Болніський та Колхідо-Халібський гірничо-металургійні райони (тільки між Батумі й Поті виявлено понад 400 об'єктів виробництва заліза). З раннього середньовіччя збереглися залізні рудники Болніського району.
У 1933 році розпочав роботу Зестафонський феросплавний завод. У 1935 році почав працювати сталеливарний завод «Центроліт» у селищі Авгала біля Тбілісі. 1948 року став до ладу Руставський металургійний завод, що мав в своєму складі коксовий завод і аглофабрику. На завод постачалася залізна руда з Азербайджану.
На початку 1970-х років, за СРСР, у так званому загальносоюзному господарстві Грузія виділялася видобутком марганцевих руд, виробництвом електроферосплавів, сталевих труб. Питома вага Грузії у народному господарстві СРСР у виробництві сталі становила 1,2 %, видобутку марганцевої руди 28 %. Чорна металургія посідала важливе місце в економіці Грузинської РСР. Вона була представлена в республіці виробництвом чавуну, сталі, готового прокату, сталевих труб, феросплавів, вогнетривів, видобутком марганцю.
У 1999 році було припинено доменне виробництво на єдиному до того підприємстві з повним металургійним циклом — Руставському металургійному заводі.

## Загальний опис
Чорна металургія Грузії представлена кількома підприємствами — Руставським металургійним заводом, що до 1999 року був заводом повного циклу, а тепер виробляє лише трубопрокат, Зестафонським феросплавним заводом і чавуноливарним і сталеливарним заводом «Центроліт» у місті Тбілісі.
Гірничо-видобувний сектор чорної металургії Грузії представлений гірничо-збагачувальним комбінатом «Чиатурмарганець», побудований біля Чиатурського марганцевого родовища.

## Статистичні дані
| Рік                               | Рік            | 1940  | 1950  | 1965  | 1970  | 1975 | 1980 | 1985 | 1988  | 2010  | 2015  | 2017 | 2018 | 2019 |
| --------------------------------- | -------------- | ----- | ----- | ----- | ----- | ---- | ---- | ---- | ----- | ----- | ----- | ---- | ---- | ---- |
| Чавун                             | Чавун          | —     | —     | 819   | 783   |      |      |      |       |       |       |      |      |      |
| Сталь                             |                |       |       |       |       |      |      |      |       |       |       |      |      |      |
| загалом                           | 0,2            | 77    | 1364  | 1411  |       |      |      |      |       |       |       |      |      |      |
| мартенівська                      | н. д.          | н. д. | н. д. | н. д. | н. д. |      |      |      | н. д. | н. д. | н. д. | —    | —    |      |
| електросталь                      | н. д.          | н. д. | н. д. | н. д. | н. д. |      |      |      | н. д. | н. д. | н. д. |      |      |      |
| Готовий прокат                    | Готовий прокат | —     | 20    | 995   | 1148  |      |      |      |       |       |       |      |      |      |
| Примітки. 1. н. д. — немає даних. |                |       |       |       |       |      |      |      |       |       |       |      |      |      |

## Сировинна база
Грузія має великі запаси марганцевих руд. Понад 90 % запасів марганцю зосереджено в унікальному Чиатурському родовищі в олігоценовій осадовій товщі з пологим заляганням рудних шарів. Прогнозні запаси руд марганцю близько 500 млн т. Крім того, в Грузії відомі родовища залізних руд (загальні запаси 150 млн т., вміст заліза 20-30 %).
| Рік             | 1913 | 1940 | 1950 | 1960 | 1965 | 1970 | 1977 | 1980 |
| --------------- | ---- | ---- | ---- | ---- | ---- | ---- | ---- | ---- |
| Марганцева руда | 966  | 1449 | 1837 | 3036 | 2873 | 1569 | 1928 | 2779 |

## Металургійні підприємства

### Зестафонський феросплавний завод
42°07′29.4″ пн. ш. 43°00′49.6″ сх. д. / 42.124833° пн. ш. 43.013778° сх. д.
Зестафонський феросплавний завод розташований у місті Зестафоні. Він був первістком не тільки електрометалургії, але й чорної металургії Грузії. Одночасно зі зростанням феросплавного виробництва швидкими темпами зростала чорна металургія в цілому, включаючи сталеливарне й чавуноливарне виробництва.:301 Завод заснований у 1933 році. Власником підприємства є холдинг «Джорджіан манганезі» (Georgian Manganese). У 2018 році на заводі було вироблено 223 тис. т силікомарганцю і 6 тис. т феромарганцю. Продукція постачається у США, країни Європи і Південної Америки.

### Руставський металургійний завод
41°31′49″ пн. ш. 45°02′00″ сх. д. / 41.53028° пн. ш. 45.03333° сх. д.
Руставський металургійний завод розпочав роботу у 1948 році. Це був завод з повним металургійним циклом, в його складі були коксовий завод, аглофабрика, доменний, сталеплавильний та прокатні цехи. Паливною базою заводу були поклади ткварчельського і ткібульського коксівного вугілля. Завод переплавляв залізну руду Дашкесанського залізорудного родовища, розташованого в Азербайджані, та використовував чіатурську марганцеву руду. У 1999 році доменне виробництво на заводі припинено. На заводі працює лише трубопрокатне виробництво.

## Металургійні компанії
Холдинг «Джорджіан манганезі» (Georgian Manganese) є найбільшою компанією чорної металургії і однією з найбільших компаній Грузії. Холдингу належать Зестафонський феросплавний завод, Чиатурський ГОК, гідроелектростанція «Варціхе 2005» і клініка «Феромеді». Холдинг контролюється групою «Приват» через її американську «Джорджіан Америкен аллойз» (англ. Georgian American Alloys Inc).

## Виноски
1. 1 2 3 4 5 6 7 8 9 10 11 12  Грузинская Советская Социалистическая Республика. // Большая советская энциклопедия : в 30 т. / главн. ред. А. М. Прохоров. — 3-е изд. — М. : «Советская энциклопедия», 1969—1978. (рос.).
2. ↑  Історія освоєння мінеральних ресурсів Грузії. 2021, лютий 22. Вікіпедія. Процитовано 15:17, лютий 22, 2021 з https://uk.wikipedia.org/w/index.php?title=Історія_освоєння_мінеральних_ресурсів_Грузії&oldid=30832036.
3. 1 2 3 4 5  Грузинська Радянська Соціалістична Республіка. // Українська радянська енциклопедія : у 12 т. / гол. ред. М. П. Бажан ; редкол.: О. К. Антонов та ін. — 2-ге вид. — К. : Головна редакція УРЕ, 1974–1985.
4. ↑  Экономика советской Грузии: Достижения, проблемы, перспективы. — Т.: Издательство ЦК КП Грузии. — 1972. — С. 209. (рос.)
5. 1 2  Народное хозяйство Грузинской ССР в 1983 году. — Т.: Сабчота Сакартвело. — 1984. — С. 57. (рос.)
6. ↑  Н. М. Ткешелашвили. Очерки развития промышленности Советской Грузии: (1921—1940). — Т.: Сабчота Сакартвело. — 1970. (рос.)
7. ↑  Brief History of Zestafoni Ferroalloys Plant. gm.ge. Georgian Manganese. 2019. Архів оригіналу за 19 вересня 2021. Процитовано 21 лютого 2021. {{cite web}}: Недійсний |deadurl=dead (довідка) [Архівовано 19 вересня 2021 у Wayback Machine.] (англ.)
8. ↑  Руставский металлургический завод. // Большая советская энциклопедия : в 30 т. / главн. ред. А. М. Прохоров. — 3-е изд. — М. : «Советская энциклопедия», 1969—1978. (рос.).
9. ↑  About us. gm.ge. Georgian Manganese. 2019. Архів оригіналу за 24 липня 2021. Процитовано 27 лютого 2021. {{cite web}}: Недійсний |deadurl=dead (довідка) [Архівовано 24 липня 2021 у Wayback Machine.] (англ.)